# کاسوگا، فوکوئوکا
کاسوگا در استان فوکوئوکا در کشور ژاپن  واقع شده‌است  که دارای جمعیت ۱۰۷٬۸۴۵ نفر و مساحت ۱۴٫۱۵ کیلومتر مربع با تراکم جمعیت ۷٬۶۲۲  نفر در کیلومترمربع است و در تاریخ ۱ آوریل ۱۹۷۲ به عنوان شهر شناخته شد.